# Nyékládháza vasútállomás
Nyékládháza vasútállomás egy Borsod-Abaúj-Zemplén vármegyei vasútállomás, Nyékládháza településen, a MÁV üzemeltetésében. A település központja közelében helyezkedik el, attól északkeleti irányban, közúti elérését a 3307-es és a 3602-es utak közt húzódó 36 311-es számú mellékút (települési nevén Vasút utca, illetve Kandó Kálmán utca) biztosítja.

## Vasútvonalak
Az állomást az alábbi vasútvonalak érintik:
- Nyékládháza–Tiszaújváros-vasútvonal
- Budapest–Sátoraljaújhely-vasútvonal

## Kapcsolódó állomások
A vasútállomáshoz az alábbi állomások vannak a legközelebb:
- Miskolc-Rendező vasútállomás (Budapest–Sátoraljaújhely-vasútvonal)
- Hejőkeresztúr vasútállomás (Nyékládháza–Tiszaújváros-vasútvonal)
- Emőd vasútállomás (Budapest–Sátoraljaújhely-vasútvonal)

## Forgalom
| Járat                   | Útvonal | Gyakoriság           |
| ----------------------- | --- | -------------------- |
| személyvonat            | Tiszaújváros – Sajószöged – Hejőkeresztúr – Nyékládháza | Napi 1 pár           |
| személyvonat            | Tiszaújváros – Sajószöged – Hejőkeresztúr – Nyékládháza – Miskolc-Tiszai | Napi 9 pár           |
| személyvonat            | Füzesabony – Szihalom – Mezőkövesd – Mezőkövesd felső – Mezőkeresztes-Mezőnyárád – Csincse – Emőd – Nyékládháza – Miskolc-Tiszai | 1-2 óránként         |
| személyvonat            | Budapest-Keleti – (Pécel → Isaszeg →) Gödöllő (← Máriabesnyő ← Bag) – Aszód – Tura – Hatvan – Vámosgyörk – Adács (← Karácsond ← Ludas) – Nagyút – Kál-Kápolna – Füzesabony – Szihalom – Mezőkövesd – Mezőkövesd felső – Mezőkeresztes-Mezőnyárád – Csincse – Emőd – Nyékládháza – Miskolc-Tiszai                                                                                   | Napi 1 pár           |
| személyvonat            | Hatvan → Vámosgyörk → Adács → Karácsond → Ludas → Nagyút → Kál-Kápolna → Füzesabony → Szihalom → Mezőkövesd → Mezőkövesd felső → Mezőkeresztes-Mezőnyárád → Csincse → Emőd → Nyékládháza → Miskolc-Tiszai | Napi 1 Miskolc felé  |
| személyvonat            | Miskolc-Tiszai → Nyékládháza → Emőd → Csincse → Mezőkeresztes-Mezőnyárád → Mezőkövesd felső → Mezőkövesd → Szihalom → Füzesabony → Kál-Kápolna → Vámosgyörk → Hatvan | Napi 1 Hatvan felé   |
| személyvonat            | Füzesabony – Szihalom – Mezőkövesd – Mezőkövesd felső – Mezőkeresztes-Mezőnyárád – Csincse – Emőd – Nyékládháza – Miskolc-Tiszai – Felsőzsolca – Hernádnémeti-Bőcs – Tiszalúc – Taktaharkány – Taktaszada – Szerencs – Mezőzombor – Bodrogkeresztúr – Szegi – Erdőbénye – Olaszliszka-Tolcsva – Bodrogolaszi – Sárospatak – Sátoraljaújhely                                        | 2 óránként           |
| InterRégió              | Miskolc-Tiszai → Nyékládháza → Mezőkövesd → Füzesabony → Hatvan → Isaszeg → Pécel → Rákoscsaba → Rákosliget → Akadémiaújtelep → Budapest-Keleti | Napi 1 Budapest felé |
| Ezüstpart expresszvonat | Miskolc-Tiszai – Nyékládháza – Mezőkövesd – Füzesabony – Kál-Kápolna – Vámosgyörk – Hatvan – Aszód – Gödöllő – Budapest-Kelenföld – Székesfehérvár – Balatonaliga – Balatonvilágos – Szabadisóstó – Siófok – Balatonszéplak felső – Zamárdi – Szántód – Balatonföldvár – Balatonszárszó – Balatonszemes – Balatonlelle felső – Balatonlelle – Balatonboglár – Fonyódliget – Fonyód | Nyáron napi 1 pár    |
| Borsod InterCity        | Budapest-Keleti – Hatvan – Füzesabony – Mezőkövesd – Nyékládháza – Miskolc-Tiszai | Napi 1 pár           |